# الانباشی، یوسف‌لی
الانباشی، یوسف‌لی (به لاتین: Alanbaşı, Yusufeli) یک منطقهٔ مسکونی در ترکیه است که در استان آرتوین واقع شده‌است.

## خصوصیات
الانباشی ۴۴۱ نفر جمعیت دارد.